# Bob Luman
Robert Glynn Luman (15 de abril de 1937 - 27 de diciembre de 1978)  fue un cantante y compositor estadounidense de música country y rockabilly.

## Biografía
Luman nació en Blackjack (Texas)  aunque creció en la también tejana localidad de Nacogdoches. Su temprano interés por la música fue influenciado por su padre, un violinista, guitarrista y armónico aficionado que le regaló su primera guitarra cuando tenía trece años.  Se unió a su primera banda en Kilgore (Texas), mientras estudiaba en la escuela secundaria, donde también fue un destacado jugador de béisbol, llegando a hacer una prueba con los Pittsburgh Pirates de la Liga Mayor de Béisbol, pero al no lograr triunfar en el béisbol profesional, decidió concentrarse en su música. 
En 1956, ganó un concurso de talentos promovido por Future Farmers of America,  lo que le valió una aparición en el programa de radio Louisiana Hayride.  Para su actuación en Hayride, Luman formó una banda de acompañamiento llamada Shadows, que incluía a James Burton a la guitarra, James Kirkland al bajo y Butch White a la batería. En 1957, la banda firmó con Imperial Records, donde grabaron "All Night Long" (b/n "Red Cadillac and a Black Moustache") y "Amarillo Blues".  Ese mismo año, la banda apareció en el programa radiofónico Town Hall Party de Los Ángeles y en la película Carnival Rock, donde respaldaron a David Houston. Al año siguiente, después de haber sido descartado por Imperial Records, Luman firmó con Capitol Records,  donde lanzó "Try Me" y "I Know My Baby Cares". Capitol Records quería que Luman cambiara su nombre, a lo que él se negó, dejó el sello discográfico y firmó con Warner Bros. Records, grabando "Class of '59" y "Loretta". 
En 1960, Luman fue reclutado por el Ejército de los Estados Unidos. Fue mientras aún servía en el ejército, Warner Bros. Records lanzó el sencillo de mayor éxito de su carrera, " Let's Think About Living ",  una canción novedosa que alcanzó el número 7 en la lista Billboard Hot 100 y el 9 en la lista Hot Country Songs.  También alcanzó el Top 10 en la lista de singles del Reino Unido.  Después de dejar el ejército en 1962, Luman se instaló en Nashville, donde en 1965 se incorporó al elenco de artistas del popular programa de radio en vivo Grand Ole Opry. 
Luman realizó giras frecuentes en las décadas de 1960 y 1970, y se hizo popular en Las Vegas, con un espectáculo que combinaba country y rockabilly. Firmó un contrato discográfico con Epic Records en 1968 y tuvo varios éxitos con ellos, incluidos " Lonely Women Make Good Lovers " y "Still Loving You".  "Lonely Women Make Good Lovers" se convirtió en su mayor éxito country, alcanzando el puesto número 4 en la lista Hot Country Songs. Steve Wariner, que anteriormente había sido miembro de la banda de Luman, más tarde hizo una versión de la canción en 1984, y esta también alcanzó el número cuatro en la lista de éxitos country. Otros éxitos country de Luman incluyeron " Ain't Got Time to Be Unhappy ", (1968), "Ballad of Two Brothers" (con Autry Inman, 1968), " When You Say Love " (1972), "Neither One Of Us (Wants To Be The First To Say Goodbye)" (1973), "Proud Of You Baby" (1975) y " The Pay Phone " (1977).  Quizás su canción más inusual fue una recitación lenta y conmovedora del tema " I Still Miss Everyone " de Johnny Cash .
Luman murió de neumonía en Nashville a finales de diciembre de 1978.  Tenía 41 años. Después de su muerte, Bear Family Records lanzó varios recopilatorios de sus canciones, incluidas More of the Rocker, Still Rockin' y Carnival Rock . 

## Legado
Luman ha sido elegido miembro tanto del Salón de la Fama del Rockabilly como del Salón de la Fama de la Música Country de Texas.  Su canción "Lonely Women Make Good Lovers" formó parte de la banda sonora de la película Rain Man de 1988.

## Discografía

### Álbumes
- 1960 - Let's Think About Living
- 1965 - Livin' Lovin' Sounds
- 1968 - Ain't Got Time to Be Unhappy
- 1969 - Come On Home and Sing the Blues to Daddy
- 1970 - Gettin' Back to Norma
- 1971 - Is It Any Wonder That I Love You
- 1971 - Chain Don't Take to Me
- 1972 - When You Say Love
- 1972 - Lonely Women Make Good Lovers
- 1973 - Neither One of Us
- 1974 - Bob Luman's Greatest Hits
- 1974 - Still Loving You
- 1974 - Red Cadillac and Black Moustache
- 1976 - A Satisfied Mind
- 1977 - Alive and Well
- 1978 - Bob Luman

### Sencillos
| Año  | Título                                                                           | Posicionamiento en lista | Posicionamiento en lista | Posicionamiento en lista | Posicionamiento en lista | Álbum                                    |
| Año  | Título                                                                           | Hot Country Songs        | Billboard Hot 100        | Canadá (Country)         | Australia                | Álbum                                    |
| ---- | -------------------------------------------------------------------------------- | ------------------------ | ------------------------ | ------------------------ | ------------------------ | ---------------------------------------- |
| 1959 | "My Baby Walks over Me"                                                          | —                        | —                        | —                        | —                        |                                          |
| 1959 | "Dreamy Doll"                                                                    | —                        | —                        | —                        | —                        | Let's Think About Living                 |
| 1960 | "Let's Think About Living"                                                       | 9                        | 7                        | —                        | 3                        | Let's Think About Living                 |
| 1960 | "Why Why Bye Bye"                                                                | —                        | 106                      | —                        | 43                       | Let's Think About Living                 |
| 1960 | "Oh Lonesome Me"                                                                 | —                        | 105                      | —                        | —                        | Let's Think About Living                 |
| 1961 | "The Great Snow Man" / "The Pig Latin Song" (both written by John D. Loudermilk) | —                        | —                        | —                        | 62                       |                                          |
| 1961 | "Private Eye"                                                                    | —                        | —                        | —                        | 58                       |                                          |
| 1962 | "Rocks of Reno"                                                                  | —                        | —                        | —                        | —                        |                                          |
| 1962 | "Belonging to You"                                                               | —                        | —                        | —                        | —                        |                                          |
| 1962 | "Hey Joe"                                                                        | —                        | —                        | —                        | —                        |                                          |
| 1962 | "You're Everything"                                                              | —                        | —                        | —                        | —                        |                                          |
| 1963 | "You're Welcome"                                                                 | —                        | —                        | —                        | —                        |                                          |
| 1963 | "I'm Gonna Write You a Song"                                                     | —                        | —                        | —                        | —                        |                                          |
| 1963 | "I Like Your Kind of Love" (with Sue Thompson)                                   | —                        | —                        | —                        | 26                       |                                          |
| 1964 | "The File"                                                                       | 24                       | —                        | —                        | —                        | Livin' Lovin' Sounds                     |
| 1964 | "Lonely Room"                                                                    | —                        | —                        | —                        | —                        |                                          |
| 1964 | "Fire Engine Red"                                                                | —                        | —                        | —                        | —                        |                                          |
| 1966 | "Five Miles from Home (Soon I'll See Mary)"                                      | 39                       | —                        | —                        | —                        |                                          |
| 1966 | "Poor Boy Blues"                                                                 | 39                       | —                        | —                        | —                        |                                          |
| 1966 | "Come On and Sing"                                                               | 42                       | —                        | —                        | —                        |                                          |
| 1967 | "Hardly Anymore"                                                                 | 59                       | —                        | —                        | —                        |                                          |
| 1967 | "If You Don't Love Me (Then Why Don't You Leave Me Alone)"                       | 61                       | —                        | —                        | —                        |                                          |
| 1967 | "Running Scared"                                                                 | —                        | —                        | —                        | —                        |                                          |
| 1968 | "Ain't Got Time to Be Unhappy"                                                   | 19                       | —                        | 6                        | —                        | Ain't Got Time to Be Unhappy             |
| 1968 | "I Like Trains"                                                                  | 50                       | —                        | —                        | —                        | Come On Home and Sing the Blues to Daddy |
| 1968 | "Woman Without Love"                                                             | —                        | —                        | —                        | —                        | Come On Home and Sing the Blues to Daddy |
| 1969 | "Come On Home and Sing the Blues to Daddy"                                       | 24                       | —                        | —                        | —                        | Come On Home and Sing the Blues to Daddy |
| 1969 | "It's All Over (But the Shouting)"                                               | 65                       | —                        | —                        | —                        |                                          |
| 1969 | "Every Day I Have to Cry Some"                                                   | 23                       | —                        | —                        | —                        | Gettin' Back to Norma                    |
| 1969 | "The Gun"                                                                        | 60                       | —                        | 28                       | —                        | Gettin' Back to Norma                    |
| 1970 | "Gettin' Back to Norma"                                                          | 56                       | —                        | —                        | —                        | Gettin' Back to Norma                    |
| 1970 | "Still Loving You"                                                               | 56                       | —                        | —                        | —                        |                                          |
| 1970 | "Honky Tonk Man"                                                                 | 22                       | —                        | —                        | —                        | Is It Any Wonder That I Love You         |
| 1970 | "What About the Hurt"                                                            | 44                       | —                        | 37                       | —                        | Is It Any Wonder That I Love You         |
| 1971 | "Is It Any Wonder That I Love You"                                               | 60                       | —                        | —                        | —                        | Is It Any Wonder That I Love You         |
| 1971 | "I Got a Woman"                                                                  | 40                       | —                        | 43                       | —                        | Chain Don't Take to Me                   |
| 1971 | "A Chain Don't Take to Me"                                                       | 30                       | —                        | —                        | —                        | Chain Don't Take to Me                   |
| 1972 | "When You Say Love"                                                              | 6                        | —                        | 10                       | —                        | When You Say Love                        |
| 1972 | "It Takes You"                                                                   | 21                       | —                        | 34                       | —                        | Lonely Women Make Good Lovers            |
| 1972 | "Lonely Women Make Good Lovers"                                                  | 4                        | —                        | 4                        | —                        | Lonely Women Make Good Lovers            |
| 1973 | "Neither One of Us"                                                              | 7                        | —                        | 17                       | —                        | Neither One of Us                        |
| 1973 | "A Good Love Is Like a Good Song"                                                | 23                       | —                        | 43                       | —                        | Neither One of Us                        |
| 1973 | "Still Loving You" (re-recording)                                                | 7                        | —                        | 29                       | —                        | Bob Luman's Greatest Hits                |
| 1974 | "Just Enough to Make Me Stay"                                                    | 23                       | —                        | —                        | —                        | Bob Luman's Greatest Hits                |
| 1974 | "Let Me Make the Bright Lights Shine for You"                                    | 25                       | —                        | —                        | —                        | Red Cadillac and Black Moustache         |
| 1975 | "Proud of You Baby"                                                              | 22                       | —                        | 38                       | —                        | A Satisfied Mind                         |
| 1975 | "Shame on Me"                                                                    | 48                       | —                        | —                        | —                        | A Satisfied Mind                         |
| 1976 | "A Satisfied Mind"                                                               | 41                       | —                        | —                        | —                        | A Satisfied Mind                         |
| 1976 | "The Man from Bowling Green"                                                     | 82                       | —                        | —                        | —                        | A Satisfied Mind                         |
| 1976 | "How Do You Start Over"                                                          | 89                       | —                        | —                        | —                        | A Satisfied Mind                         |
| 1976 | "Labor of Love"                                                                  | 94                       | —                        | —                        | —                        | Alive and Well                           |
| 1977 | "He's Got a Way with Women"                                                      | 63                       | —                        | —                        | —                        | Alive and Well                           |
| 1977 | "I'm a Honky-Tonk Woman's Man"                                                   | 33                       | —                        | —                        | —                        | Bob Luman                                |
| 1977 | "The Pay Phone"                                                                  | 13                       | —                        | —                        | —                        | Bob Luman                                |
| 1977 | "A Christmas Tribute"                                                            | 92                       | —                        | —                        | —                        |                                          |
| 1978 | "Proud Lady"                                                                     | 47                       | —                        | —                        | —                        | Bob Luman                                |